# نبروه
نبروه مدينة مصرية تتبع محافظة الدقهلية إداريا والمدينة قاعدة مركز نبروه.

## التاريخ
نبروه قرية قديمة ذكرت من أعمال السمنودية في كتابي قوانين الدواوين وتحفة الإرشاد ومن توابع الغربية في التحفة السنية. قُرر إنشاء مدرسة زراعية بالمدينة سنة 1836 في عهد محمد علي مساحتها 2001 فدان و21 قيراط زُرع في بعضها المحاصيل الشتوية مثل القمح والشعير والفول والكتان والبرسيم والعدس والطماطم وفي بعضها الأخر القطن والسمسم وأشجار الفاكهة. نقلت المدرسة إلى شبرا سنة 1839 بسبب بعد نبروه عن الحكومة وسوء تنظيم المدرسة وحتى سوء أراضيها في ذلك الوقت إذ كانت ملئ بالمستنقعات.
كما بعث محمد علي بعض من أبناء القرية إلى أوروبا لتعلم العلوم المختلفة مثل الدكتور إبراهيم بك البزاوي. نقلت إدارة نبروه من مديرية الغربية إلى مديرية الدقهلية في عام 1955. أصبحت نبروه مدينة مستقلة سنة 1991.

## الاقتصاد
تُعتبر المدينة مركزًا رئيسيًا لصناعة الفسيخ والرنجة والسردين، وتضم المدينة أكثر من 50 محلًا مخصصًا لتصنيع وبيع الفسيخ، ويزداد الإقبال على منتجاتها في المناسبات مثل عيد الفطر وشم النسيم.

## السكان
بلغ عدد سكان المدينة 60,455 نسمة في تقدير يوليو 2024 منهم 31,049 ذكر و29,406 أنثى.
| السنة | عدد السكان | السنة | عدد السكان |
| ----- | ---------- | ----- | ---------- |
| 1882  | 6017       | 1986  | 28,050     |
| 1897  | 6974       | 1996  | 31,235     |
| 1927  | 9241       | 2006  | 37,187     |
| 1947  | 12,303     | 2017  | 51,747     |
| 1960  | 17,278     | 2024  | 60,455     |
| 1976  | 21,388     |       |            |

## الأعلام
- إبراهيم بك النبراوي (قبل 1817 - 1862) كان جراحًا وأستاذًا بمدرسة طب قصر العيني.[20]